# Lac Lemieux (rivière Brock Nord)
Pour les articles homonymes, voir Lemieux et Lac Lemieux.
Le lac Lemieux est un plan d’eau douce du versant de la rivière Brock Nord (bassin versant des rivières Brock, Chibougamau, Waswanipi, Nottaway). Le lac Lemieux est situé dans Eeyou Istchee Baie-James (municipalité), dans la région administrative du Nord-du-Québec, dans la province de Québec, au Canada. La partie Sud du lac est compris dans le canton de Cherisy.
Ce plan d’eau fait partie de la réserve faunique Assinica. La foresterie constitue la principale activité économique du secteur ; les activités récréotouristiques en second. Les zones environnantes sont propices à la chasse et à la pêche.
Le bassin versant du lac Lemieux est desservi par quelques routes forestières pour la foresterie et les activités récréotouristiques.
La surface du lac Lemieux est habituellement gelée de la fin octobre au début mai, toutefois la circulation sécuritaire sur la glace se fait généralement de la mi-novembre à la fin d'avril.

## Géographie
Les principaux bassins versants voisins du lac Lemieux sont :
- côté nord : lac Samuel-Bédard, lac De Maurès, rivière De Maurès, lac Frotet ;
- côté est : rivière Brock (rivière Chibougamau), lac Brock, lac Franconnet, lac Pointeau, lac Mistassini ;
- côté sud : rivière Brock (rivière Chibougamau), ruisseau Kaakitchatsekaasich, rivière Opémisca, rivière Chibougamau ;
- côté ouest : rivière Brock Nord, lac Opataca, lac Cachisca, lac Comencho, lac Waposite, lac Assinica.

Situé à l’Ouest du lac Mistassini, le lac Lemieux comporte une superficie de 24,61 km2. Ce lac comporte une longueur de 12,0 km, une largeur maximale de 4,8 km et une altitude de 382 m.
Le lac Lemieux comporte 57 îles. Il comporte aussi une presqu’île rattachée à la rive Nord s’étirant sur 4,2 km vers le Sud ; cette presqu’île borde une baie (côté Ouest de la presqu’île) d’une longueur de 3,6 km.
Ce lac comporte aussi une autre presqu’île s’étirant sur 1,6 km vers le Sud s’avançant vers le milieu de la partie centrale du lac. Il comporte aussi une baie sur la rive Sud-Ouest qui s’étire sur 1,7 km vers le Nord-Est, créant une baie de chaque côté.
L’embouchure du lac Lemieux est localisée au fond d’une baie au Nord-Ouest du lac, soit à :
- 15,4 km à l’Ouest du lac Mistassini ;
- 36,3 km au Nord-Est de l’embouchure de la rivière Brock Nord (confluence avec la rivière Brock (rivière Chibougamau)) ;
- 60,9 km au Nord-Est de l’embouchure de la rivière Brock (rivière Chibougamau) (confluence avec la rivière Chibougamau ;
- 139,9 km au Nord-Est de l’embouchure de la rivière Chibougamau (confluence avec la rivière Opawica et la rivière Waswanipi) ;
- 193,4 km au Nord-Est de l’embouchure du Lac au Goéland (rivière Waswanipi) ;
- 53,2 km au Nord-Ouest du centre-ville de Chibougamau ;
- 403 km au Nord-Est de la confluence de la rivière Nottaway et de la baie de Rupert[1].

À partir de l’embouchure du lac, la décharge coule sur 1,8 km en formant un S vers le Nord jusqu’à la rive Est du lac Samuel-Bédard. La rivière Brock Nord traverse ce dernier lac, puis se dirige généralement vers le Sud-Ouest, jusqu’à la rivière Brock (rivière Chibougamau).

## Toponymie
Le toponyme "lac Lemieux" a été officialisé le 5 décembre 1968 par la Commission de toponymie du Québec, soit à la création de la commission.